# Wuivend riet (Schmoelling)
Wuivend riet is het eerste soloalbum van Johannes Schmoelling. Schmoelling stapte na Le Parc (studioalbum) en Legend (filmmuziek) uit Tangerine Dream. Hij kon zich niet langer verenigen met de stijl, die TD ging hanteren. Al vrij snel kwam toen dit debuutalbum uit met elektronische muziek, die dan nog niet zoveel verschilde met de stijl van voorgaande TD-albums. De basismelodieën die Schmoelling hanteerde in TD komen hier nog terug.
Wuivend riet verwijst niet naar de figuurlijke betekenis daarvan, maar naar de letterlijke, getuige de vertalingen op het album: Wind blown reeds en Wehendes Schilf. De twee stukken zijn geschreven voor begeleiding van het theaterstuk Opus ESP van Hans Bosch die dan ook de stem meegeeft aan dat nummer. "Wuivend riet" ging in 1985 in première in Amsterdam. Deel 1 bevat elektronische muziek met het gekwaak van kikkers, deel twee is een wat schimmiger stuk boven een lange drone.
Schmoelling zag wel wat in "riet", het album is opgenomen in zijn eigen Riet-geluidsstudio.

## Musici
- Johannes Schmoelling – synthesizer, elektronica
- Hans Bosch – (spreek)stem

## Muziek
| Nr. | Titel                  | Duur  |
| --- | ---------------------- | ----- |
| 1.  | Matjora is still alive | 4:56  |
| 2.  | Zeit (voor Stephan)    | 6:34  |
| 3.  | Kneeplay no. 9         | 3:58  |
| 4.  | Walking on wooden legs | 3:52  |
| 5.  | Wuivend riet part 1    | 6:18  |
| 6.  | Wuivend riet part 2    | 12:48 |

Matjora is still alive is een protestlied zonder teksten; het verwijst naar het Russisch dorp Matjora, dat moet wijken voor een stuwdam, naar een boek van Valentin Raspoetin (Afscheid van Matjora) later verfilmd als Abschied von Matjora.